# 神之謎
《神之謎》（日語：神様のパズル）是機本伸司的科幻小說。作為第3屆小松左京獎得獎作，2002年11月由角川春樹事務所推出單行本。2006年5月發行文庫本。2007年推出漫畫版。2008年6月7日由三池崇史導演，市原隼人、谷村美月主演的真人版電影在日本上映。

## 故事設定
面臨畢業危機的大學生·綿貫基一，被研討會的教授做了某個「拜託」：找回被譽為天才的曠課少女·穗瑞沙羅華參加研討會。對參加研討會毫無興趣的沙羅華，因為基一的一時興起提出的課題「人類能製作宇宙嗎？」而出現在研討會，與基一同組，一起證明宇宙能被人類創造。

## 登場人物
綿貫基一
本作的主人公。K大學理學部物理學專業的大學4年級生。故事以他記的日記的這個形式前進。
穂瑞沙羅華
人工授精誕生的天才少女。雖然只有16歲，但跳級成為大學生。
佐倉
綿貫的朋友。
須藤
與綿貫同一個研討會的學生。迷戀科幻小說，使用關西腔的御宅族。
保積
與綿貫同一個研討會的學生。綿貫暗戀的女性。
鳩村
綿貫研討會的女性教授。
相理
鳩村研究室的助手。

## 漫畫
2007年9月11日在雅虎日本內的「FlexComixblood」開始連載，2008年6月移至「FlexComixnext」連載。作畫·內田征宏。

## 電影
2008年6月7日上映。由角川春樹事務所制作，東映發行。
2006年角川春樹事務所和愛貝克思召開了選拔女演員的試鏡，由審查員特別獎獲獎者擔任本作品的主演·主題歌。審查的結果是「認為沒有相符合者」，急忙設置了下宮里穗子獲獎的審查員獎。可是，2007年發表由谷村美月扮演女主角·穂瑞沙羅華、市原隼人扮演主角·綿貫基一，下宮沒有參演本作品。
電影中的加速器設施場景，取材自KEK的Belle偵測器內部實景以及春天八號的地面建築物。

### 與原作的不同点
綿貫基一有個雙胞胎弟弟·喜一，基一代替弟弟出席大學的研討會，市原一人分飾2角。由白鳥代替小說中的保積登場。加入了穗瑞是卡內基梅隆大學出身，非法入侵電力網等小故事。

### 主要演員
- 綿貫基一／綿貫喜一：市原隼人
- 穂瑞沙羅華：谷村美月
- 沙羅華的母親：若村麻由美（特別出演）
- 白鳥：松本莉緒
- 佐倉：田中幸太朗
- 須藤：岩尾望
- 相理：黄川田將也
- 鳩村：石田ゆり子
- 村上：國村隼
- 橋詰：笹野高史
- 山田：李麗仙
- 権田原：六平直政
- 電力流通本部長：遠藤憲一

### 制作人員
- 導演：三池崇史
- 行政部門製片人：角川春樹
- 製作：山本英俊
- 演出：大杉明彦／遠藤茂行
- 製片人：松井一浩／川崎隆
- 編劇：NAKA雅MURA
- 音楽：鳥山雄司
- 主題歌：ASUKA『神様のパズル』
- 撮影：柳島克己
- 照明：渡邊嘉
- 録音：小原善哉
- 美術：内田哲也
- 編集：島村秦司
- CGI製片人：坂美佐子
- 音響効果：柴崎憲治
- 製作：「神様のパズル」製作委員会（角川春樹事務所·Fields Corporation·東映·株式會社文化放送）

## 外部連結
- 角川春樹事務所·書籍情報 （页面存档备份，存于）（日語）
- 電影官方網站（日語）
- FlexComix·作品介紹（日語）